# 皮奧王子站
皮奥王子站（西班牙語：Estación de Príncipe Pío，[ˈpɾinθipe ˈpi.o]）是西班牙马德里蒙克洛亚-阿拉瓦卡区曼薩納雷斯河畔圣维森特路和佛罗里达大道的交叉口——圣文森特门环岛附近的多式联运铁路车站，有属于国家铁路系统的马德里近郊铁路和Renfe中程列车停靠，并衔接马德里地铁6号线、10号线和支线，并配套有城市巴士和市郊巴士站及线路，是马德里最繁忙的铁路车站之一。

## 历史

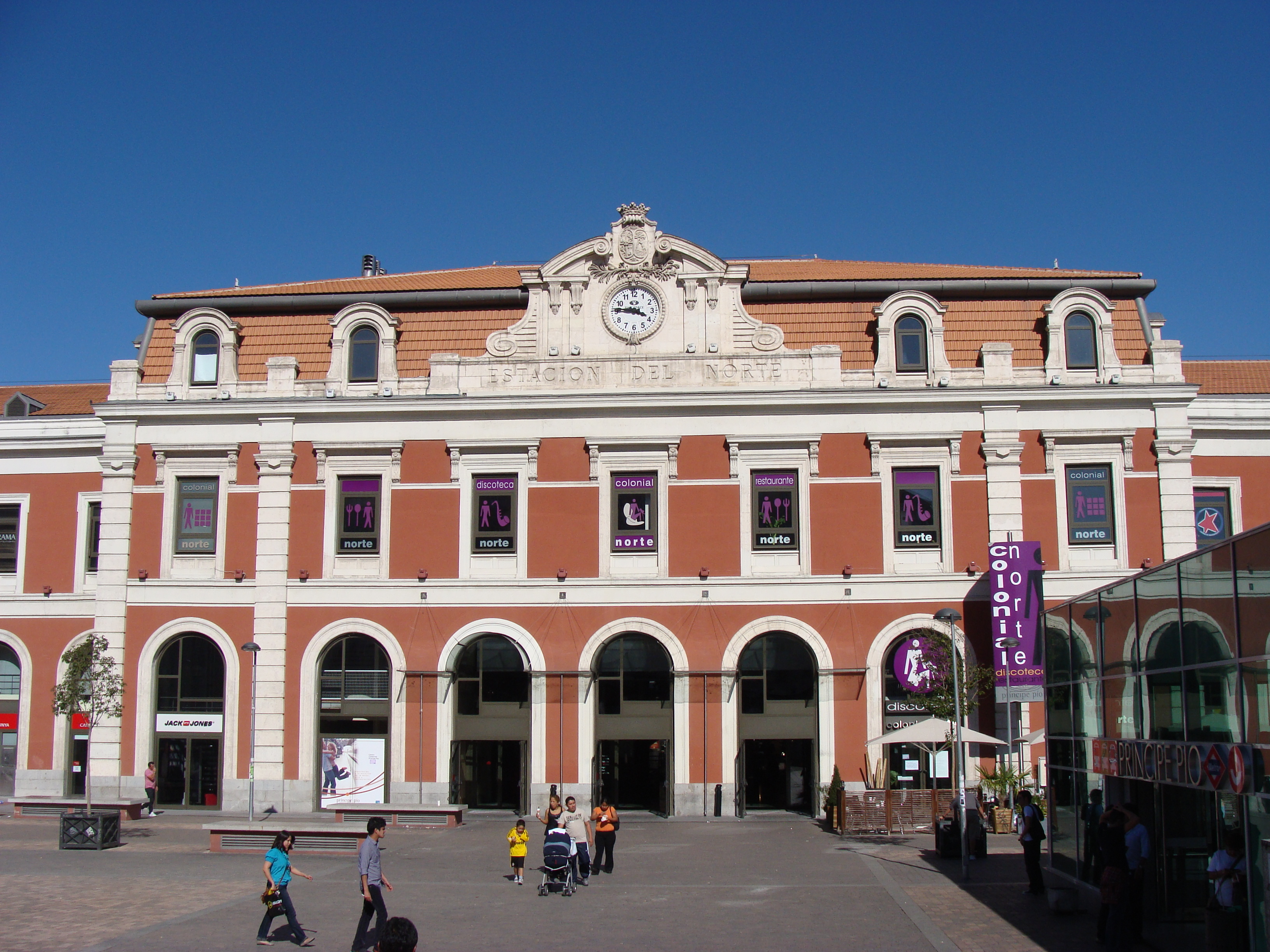
1882建成的侧式站房

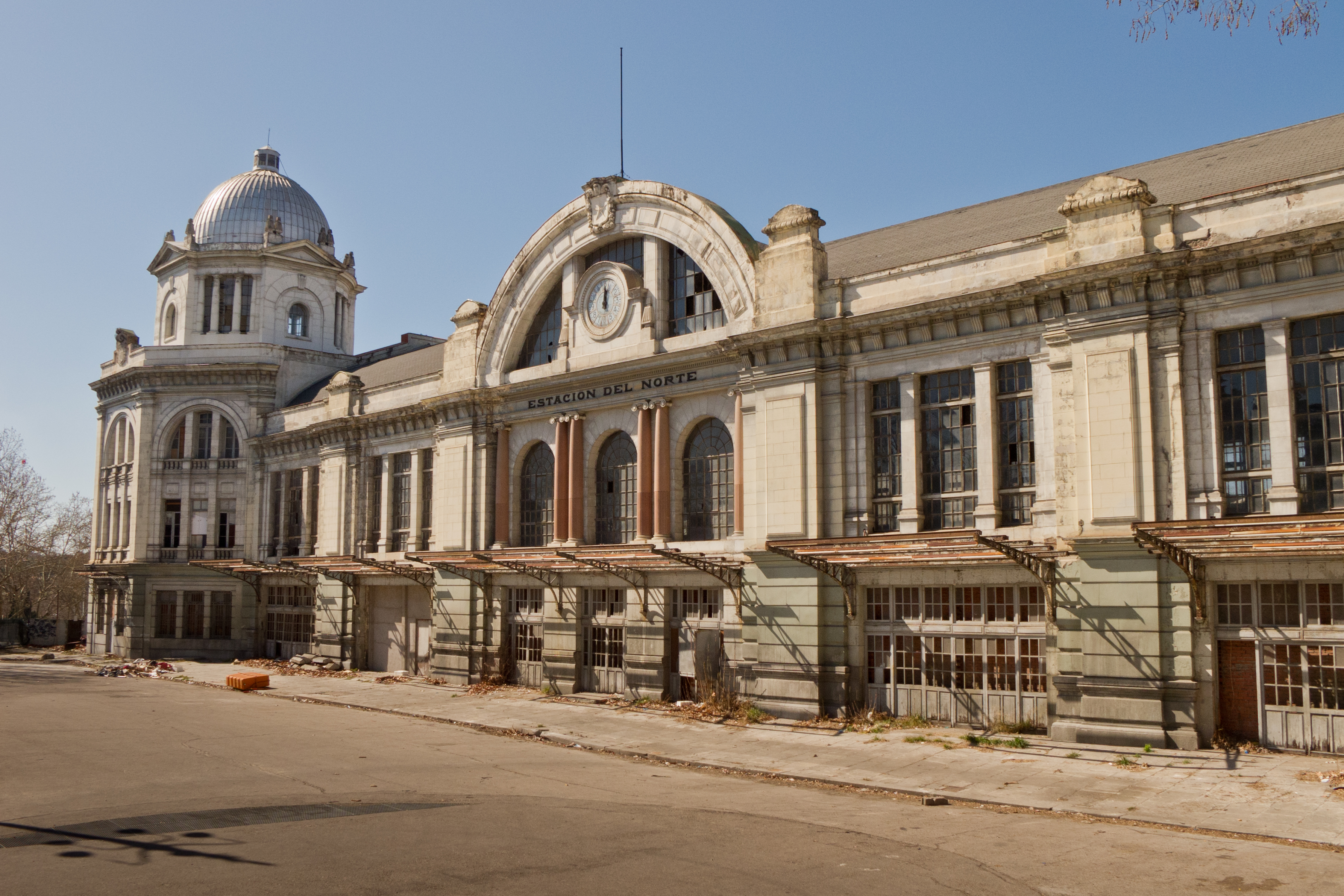
1928年建成的尽端式站房

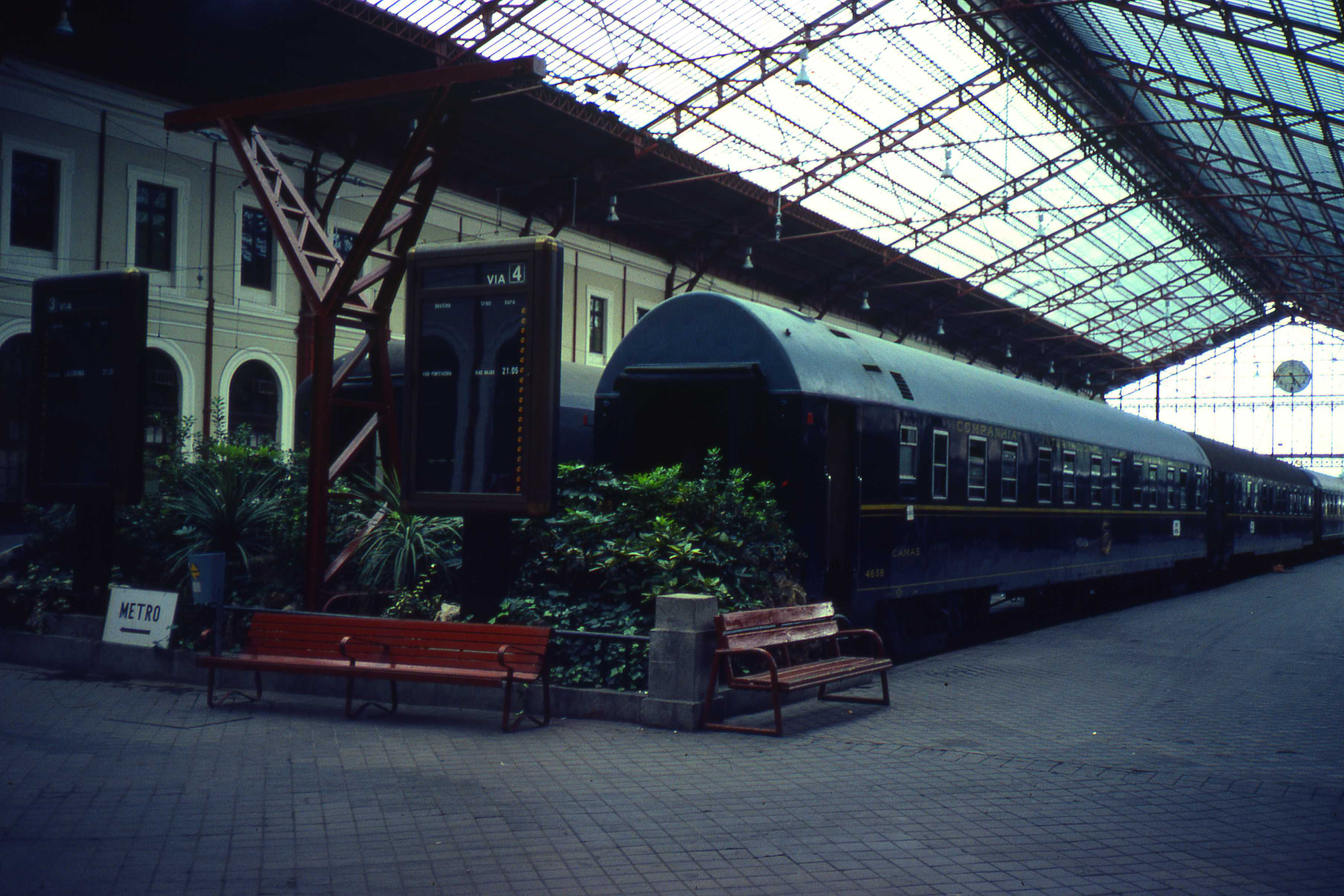
1981年的车站站台

### 建设
皮奧王子站最初为马德里的火车北站（西班牙語：Estación del Norte），为北西班牙铁路公司的总站。该公司修建了该站至巴斯克西法边境伊倫的铁路，并可在进入法国后联通欧洲铁路网。该铁路由法国工程师设计，因此铁路在出北站后跨曼薩納雷斯河的铁路桥便被命名为法国桥。线路于1856年开工，车站则于1859年开工；同时还修建了本站至阿托查车站的地面铁路。车站于1861年6月启用，并开通往马德里市郊埃斯科里亚尔的列车。
由于空间有限，工务设施被安置在车站股道和法国桥之间的区域。1882年7月16日，位于车站股道和佛罗里达大道间的站房建成开工；同时在车站尽头和圣维森特路间还建设了一座花园。
1928年车站在股道尽端和圣维森特路间区域建设第二座站房。建成后被用作旅客出发大厅，而1882年建成的站房则被用作到达大厅。

### 马德里地铁支线
由于火车北站建于曼薩納雷斯河河畔的低洼地带，旅客从位于高地上的马德里城中心进出车站须经过坡度较大的圣维森特路。为方便乘客出行，1925年12月26日，马德里地铁建设了从2号线伊莎贝尔二世车站（现歌剧院站）至本站的马德里地铁支线，不再需要使用地面道路上下坡。

### 衰落
火车北站及西班牙铁路设施在西班牙内战中严重损毁，而北西班牙铁路公司也在此期间破产。佛朗哥政府因此成立了西班牙国家铁路将包括本站和北西班牙铁路公司线路国有化。随后火车北站成为马德里既阿托查后第二繁忙的车站，主要到发往西班牙西北部、卡斯蒂利亚-莱昂和葡萄牙的列车。
车站在1960年至1970年代逐渐衰落。1967年马德里-布尔戈斯铁路和馬德里查馬丁車站建成启用，新线路不再经过巴利亚多利德使得往巴斯克伊倫旅行时间大幅缩短。同年阿托查－查馬丁隧道建成通车，拉通了马德里的两大尽端车站。这些新线路和新车站的开通导致原由火车北站到发的列车逐渐改由查马丁站到发，至1976年本站到发列车仅剩下近郊列车。1979年车站曾短暂恢复往加利西亚方向的快速列车。
1985年至1992年，阿托查车站关闭维修，部分原由阿托查站到发、开往东部和南部的列车改由查马丁站到发；为缓解查马丁站压力，部分原由查马丁站到发、开往西北部的列车临时改由本站到发。

### 改造
1993年1月30日，在最后一列长途列车开出后，火车北站开始改造工程。。
改造工程由哈维尔·巴斯廷杜伊规划，将车站改造为以近郊铁路和地铁为主的多式联运车站。其内部结构完全重置：开挖1928年站房下方土地以引入马德里地铁6号线和10号线站台；同时，重新排布国铁站场股道及道岔以适应以符合新站以近郊铁路为主的功能。改造后的车站以周边的皮奧王子山命名为皮奧王子站（西班牙語：Estación de Príncipe Pío），该山则得名于萨伏依贵族弗朗切斯科·皮奥。
对车站的改造也是马德里近郊铁路整合计划“绿色铁路走廊”的一部分。该计划将本站至德利西亚斯区间路段地下化，原底面路轨地块改造为绿地、商业用地和住宅用地。使得从马德里西北方向进城的市郊铁路在经过皮奧王子站和地下隧道后进入阿托查站。
1995年5月10日，马德里地铁6号线潟湖经本站至城市大學站区间建成通车，使得6号线成环运营；而途径本站的市郊铁路则于1996年6月30日恢复；10号线月台则于1996年12月26日开通。10号线在1961年建设之初虽经过本站但并未设站。

## 车站结构

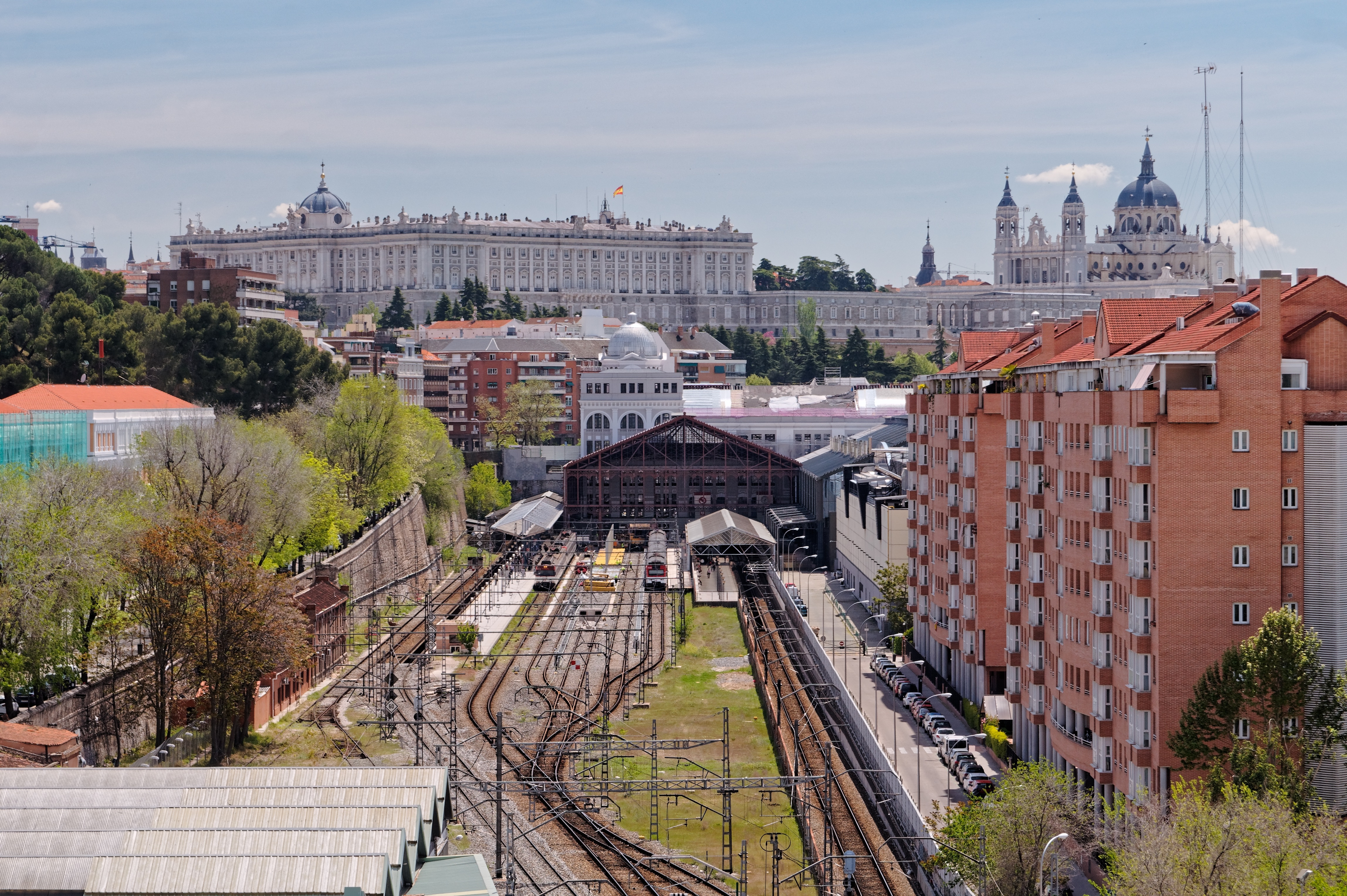
国铁站场俯瞰，背景为马德里王宫

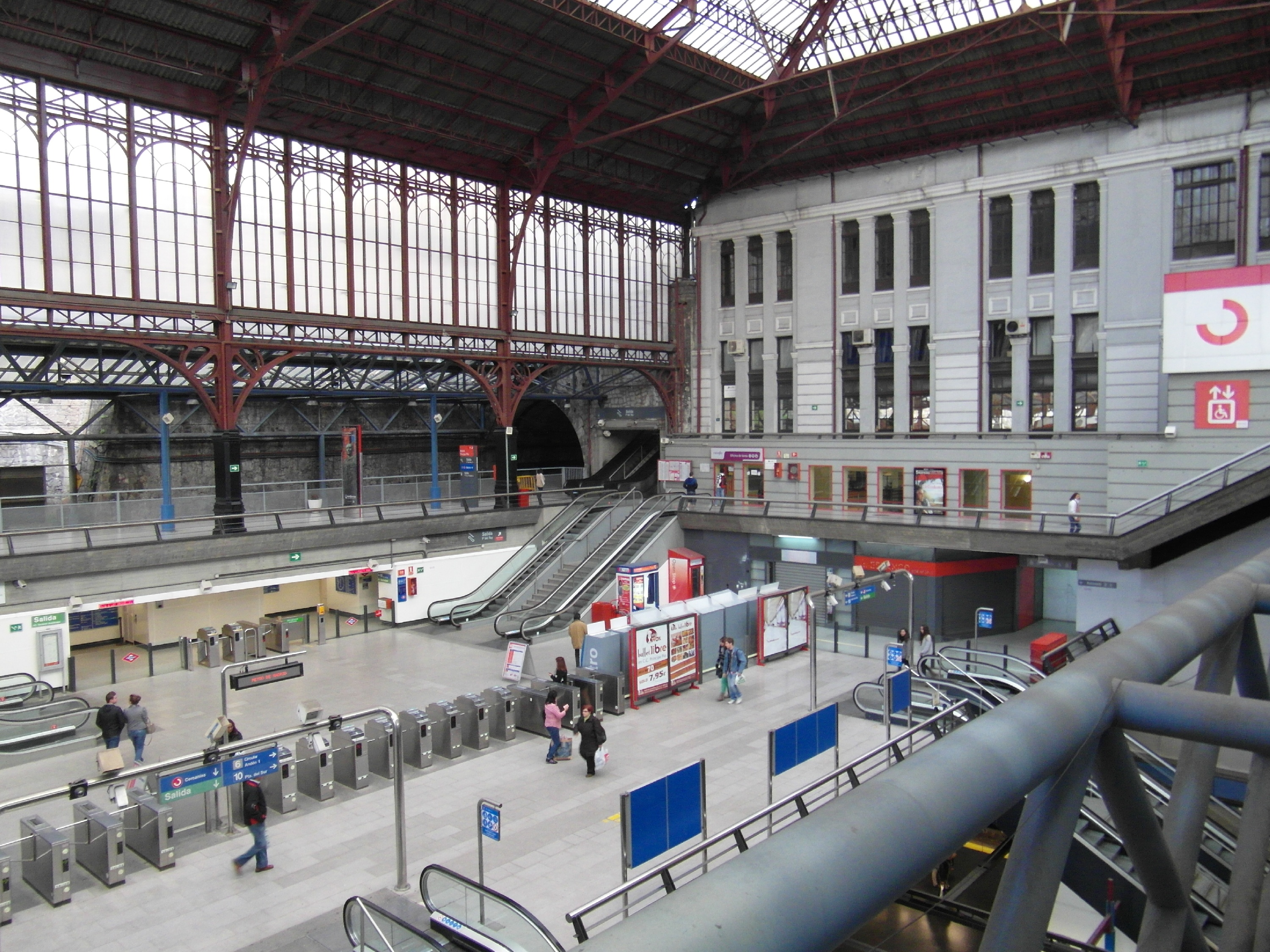
地铁站厅夹层

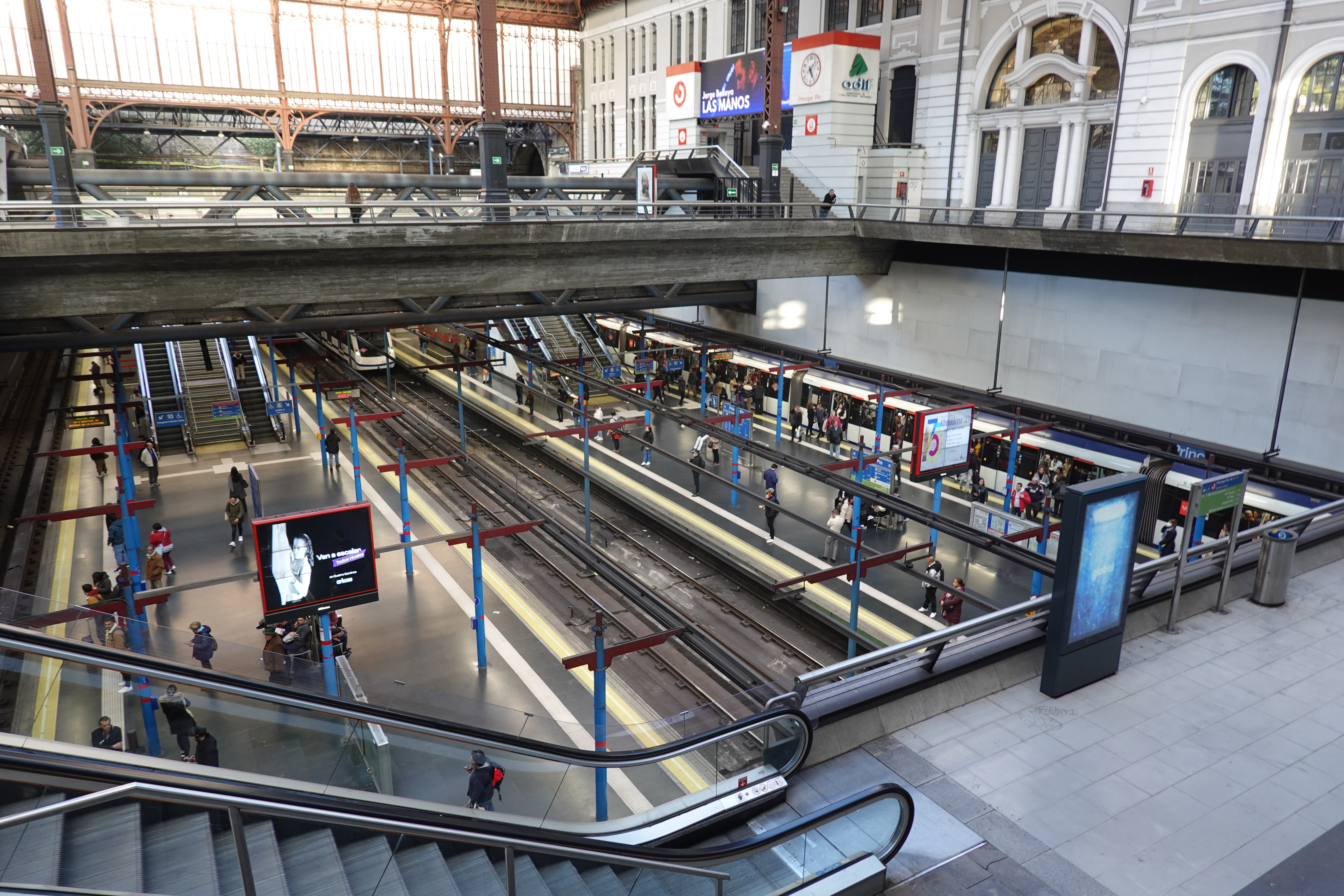
地铁站台

皮奥王子站设有三层。地面层为国铁月台，设有3座岛式站台和7条股道，呈西北－东南方向；中间层为马德里地铁6号线和10号线月台，和国铁股道垂直，设有2座岛式站台和4条股道。两线在该站实施跨月台换乘，内侧为6号线股道，外侧为10号线股道；地下层为马德里地铁支线站台，设有两座侧式站台。
2000年，1882年建成的侧式站房被改造为购物中心，2004年10月22日开业。2018年，1928年建成的尽端站房被改造为戏院和娱乐中心，命名为凯克萨银行皮奧王子大剧院
站前广场设有公交枢纽站。
| 地面   | 1站台                              | 往阿托查、查马丁、机场T4站（金字塔站） |          |
| 地面   | 岛式站台                           |                                        |          |
| 地面   | 7站台                              | 中程列车月台                           |          |
| 地面   | 6站台                              | 中程列车月台                           |          |
| 地面   | 岛式站台                           |                                        |          |
| 地面   | 4站台                              | 中程列车月台                           |          |
| 地面   | 3站台                              | 往拉斯罗萨斯（阿拉瓦卡站)              |          |
| 地面   | 岛式站台                           |                                        |          |
| 地面   | 2站台                              | 往拉斯罗萨斯（阿拉瓦卡站)              |          |
| 夹层   |                                    | 往南门站                               |          |
| 夹层   | 岛式站台                           |                                        |          |
| 夹层   | 外圈方向（天使之門站）             |                                        |          |
| 夹层   | 内圈方向（阿奎耶斯站）             |                                        |          |
| 夹层   | 岛式站台                           |                                        |          |
| 夹层   | 往索菲亚王女医院站（西班牙广场站） |                                        |          |
| 地下层 | 侧式站台                           | 侧式站台                               | 侧式站台 |
| 地下层 | 往歌剧院站                         |                                        |          |
| 地下层 | 往歌剧院站                         |                                        |          |
| 地下层 | 侧式站台                           |                                        |          |